# Thalasseus bengalensis

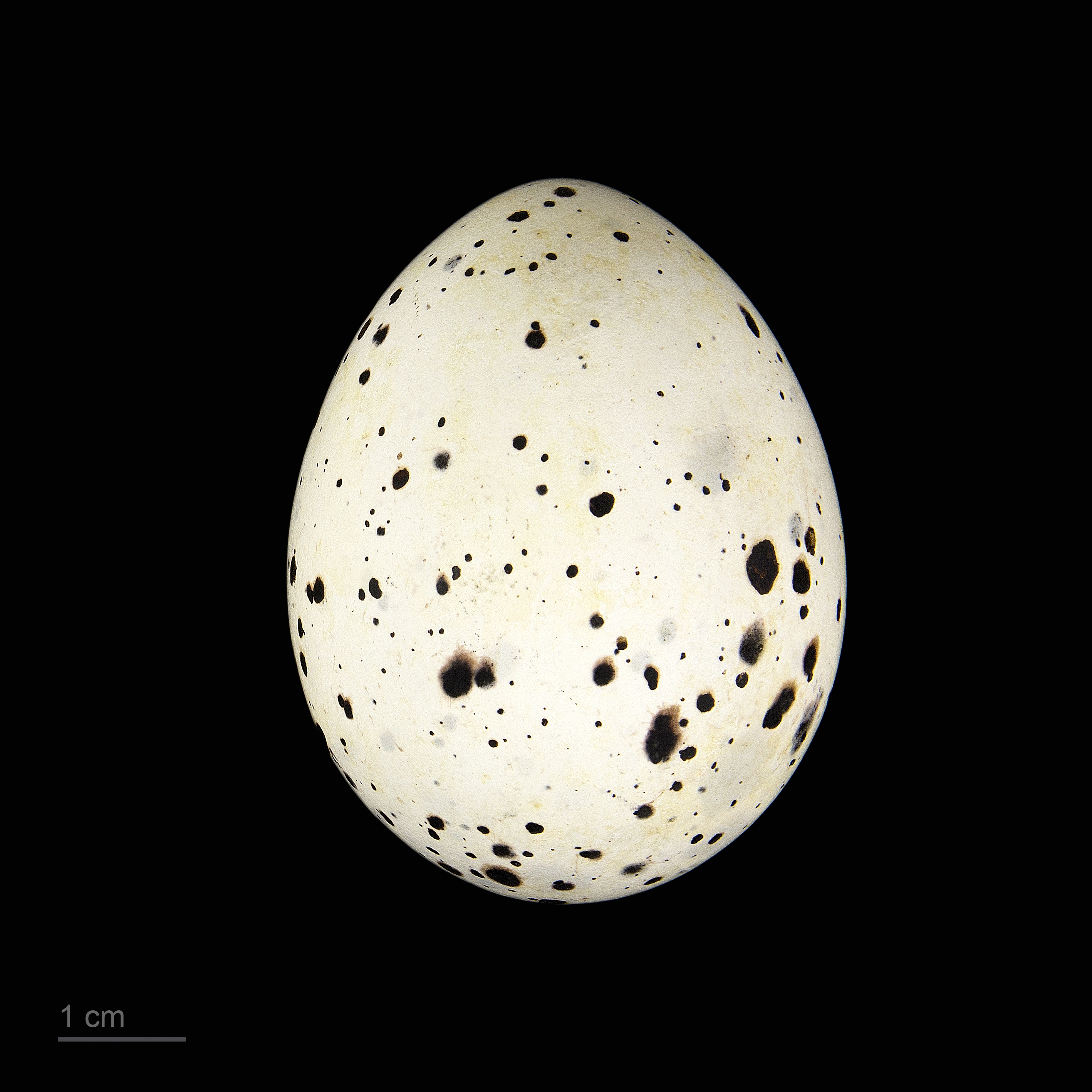
Thalasseus bengalensis

La sterna del Ruppel (Thalasseus bengalensis Lesson, 1821), è un uccello della sottofamiglia Sterninae, nella famiglia Laridae.

## Biologia

### Riproduzione
Nidifica in primavera inoltrata.

## Distribuzione e habitat
La sterna del Ruppel è visibile in Europa, Asia, ed Africa; in Italia nidifica sul delta del Po, in ambienti quindi dove ci sia acqua nelle vicinanze.

## Tassonomia
La sterna del Ruppel  ha 3 sottospecie:
- Thalasseus bengalensis bengalensis
- Thalasseus bengalensis emigratus
- Thalasseus bengalensis torresii

## Conservazione
Considerata l'ampiezza del suo areale e la numerosità della popolazione, T. bengalensis è classificato dalla Unione Internazionale per la Conservazione della Natura come specie a basso rischio (Least Concern)